# Wojciech Janowicz Kłoczko
Wojciech Janowicz Kłoczko (Wojtko Janowicz, zm. 1514) – działacz polityczny Wielkiego Księstwa Litewskiego, chorąży nadworny litewski (przed 1492–1499), namiestnik uciański (19 marca 1492–1499), namiestnik kowieński od 1499, marszałek hospodarski (1500–1513), ochmistrz (marszałek dworu) wielkiej księżnej, a potem królowej Heleny (1495–1513), namiestnik bielski (6 grudnia 1506–1512). W 1501 r. zwany też "kuchmistrzem dworu naszego" (ochmistrzem wielkiego księcia Aleksandra?).   Wielokrotnie w towarzystwie innych dygnitarzy posłował do Moskwy (od 19 marca 1491, 29 czerwca-8 lipca 1493, od 16 września 1493, styczeń-marzec 1503, 1509, 1511), uczestnicząc w rozmowach na temat regulacji stosunków litewsko-moskiewskich.
Był ojcem Macieja, starosty żmudzkiego (1542–1543), żonatego z Katarzyną z Hlebowiczów, córką wojewody połockiego Stanisława Hlebowicza, oraz prapradziadem Jana Karola Dolskiego, marszałka wielkiego litewskiego (1691–1695).